# Hendrik Kruys
Hendrik Kruys (1851-1907) was een Nederlandse handelaar en ondernemer in Sint-Petersburg, Rusland.

## Biografie
Hendrik Kruys werd op 10 december 1851 geboren in Vriezenveen, Overijssel. Zijn vader, Claas Kruys (1802-1877), was burgemeester van Vriezenveen in de periode 1852-1870 en koopman bij de firma Jansen, Joost & Co in Sint-Petersburg. Na het overlijden van zijn eerste vrouw hertrouwde Claas met Frederika Bramer (1823-1899), Hendrik's moeder. Hendrik was een halfbroer van Gerhardus Kruys, een Nederlandse vice-admiraal en minister van Marine. De eerste burgemeester van Vriezenveen, Jan Kruys (1767-1830), was een oudoom van Hendrik.

## Geschiedenis
Hendrik behoorde tot de 'Rusluie', een Nederlandse gemeenschap van handelaars en kooplieden in Sint-Petersburg. Van 1721 tot 1918 was Sint-Petersburg de hoofdstad van het Russische rijk van de tsaren.
De Rusluie kwamen oorspronkelijk uit Vriezenveen in Overijssel. Leden van de familie Kruys maakten deel uit van de gemeenschap. De afstand tussen Vriezenveen en Sint-Petersburg bedraagt ongeveer 2.400 kilometer. Volgens een beschrijving in het dagboek van Hendrik's oom Jacob Kruys (1812-1852), voerde de reis per huifkar door Osnabrück, Berlijn en Riga en duurde 15 dagen.
Tussen 1720 en 1917 woonden in Sint-Petersburg enkele honderden mensen uit Vriezenveen. Hoewel ze een hechte gemeenschap vormden met hun eigen gewoonten, keerden de meesten uiteindelijk terug naar huis om van hun verworven rijkdom te kunnen genieten.

## Handelshuis 'Java'
In 1868 reisde Hendrik via Berlijn naar de Russische hoofdstad. Hij werd jongste bediende bij het Nederlandse textielbedrijf Engberts & Co dat handelde in linnen.
In 1884 begon hij zijn eigen handelshuis 'Java' aan de Grosse Morskaya 38, waar hij Nederlandse koffie en cacao, thee, specerijen, sterke drank, Delfts aardewerk en andere producten verkocht. Cacao was in eerste instantie niet populair in Rusland. Klanten die de winkel van Hendrik bezochten, kregen een kop warme chocolademelk aangeboden door zijn Russische schoonzus Katarina Awdejewa (1854-1921), de vrouw van zijn halfbroer Bernardus Kruys (1840-1911).
Naarmate cacao populairder werd, groeide het bedrijf en opende hij nog zes speciaalzaken in de stad. Hij werd de enige vertegenwoordiger van Blooker's cacao in het Russische rijk, waardoor hij veel op reis was in Europees Rusland. In zijn dagboek noemde hij dit de 'cacaoreizen', waarbij hij soms rond de 10.000 kilometer per trip aflegde.
In 1890 trouwde hij in Vriezenveen met de Nederlandse Alida Boom (1861-1940). Ze vertrokken samen naar de Russische hoofdstad. Een jaar later werd hun dochter geboren en in jaren daarna volgden drie zoons. Al hun kinderen werden in Sint-Petersburg geboren. In 1897, na de geboorte van hun jongste zoon, keerde Alida met de kinderen terug naar Vriezenveen en betrok hun nieuwgebouwde herenhuis aan het Oosteinde in het jaar daarop. Hendrik bleef in Rusland. Hij bezocht zijn familie regelmatig. In 1903 vierden Alida en Hendrik hun koperen bruiloft in Vriezenveen waarvoor hij vanuit Sint-Petersburg naar Vriezenveen overkwam.
In zijn dagboek (gearchiveerd in het Historisch Museum Vriezenveen), documenteerde Hendrik de grote brand van Vriezenveen die, op 16 mei 1905, 228 gebouwen verwoestte. De brand ontstond in de werkplaats van timmerman Jannes Goosselink aan het Oosteinde. Een sterke oostenwind zorgde ervoor dat het vuur zich snel verspreidde. Ook het gemeentehuis en de kerken gingen in vlammen op. Koningin Wilhelmina der Nederlanden en haar echtgenoot Prins Hendrik bezochten Vriezenveen en schonken een bijdrage aan de wederopbouw.

## Russische revolutie

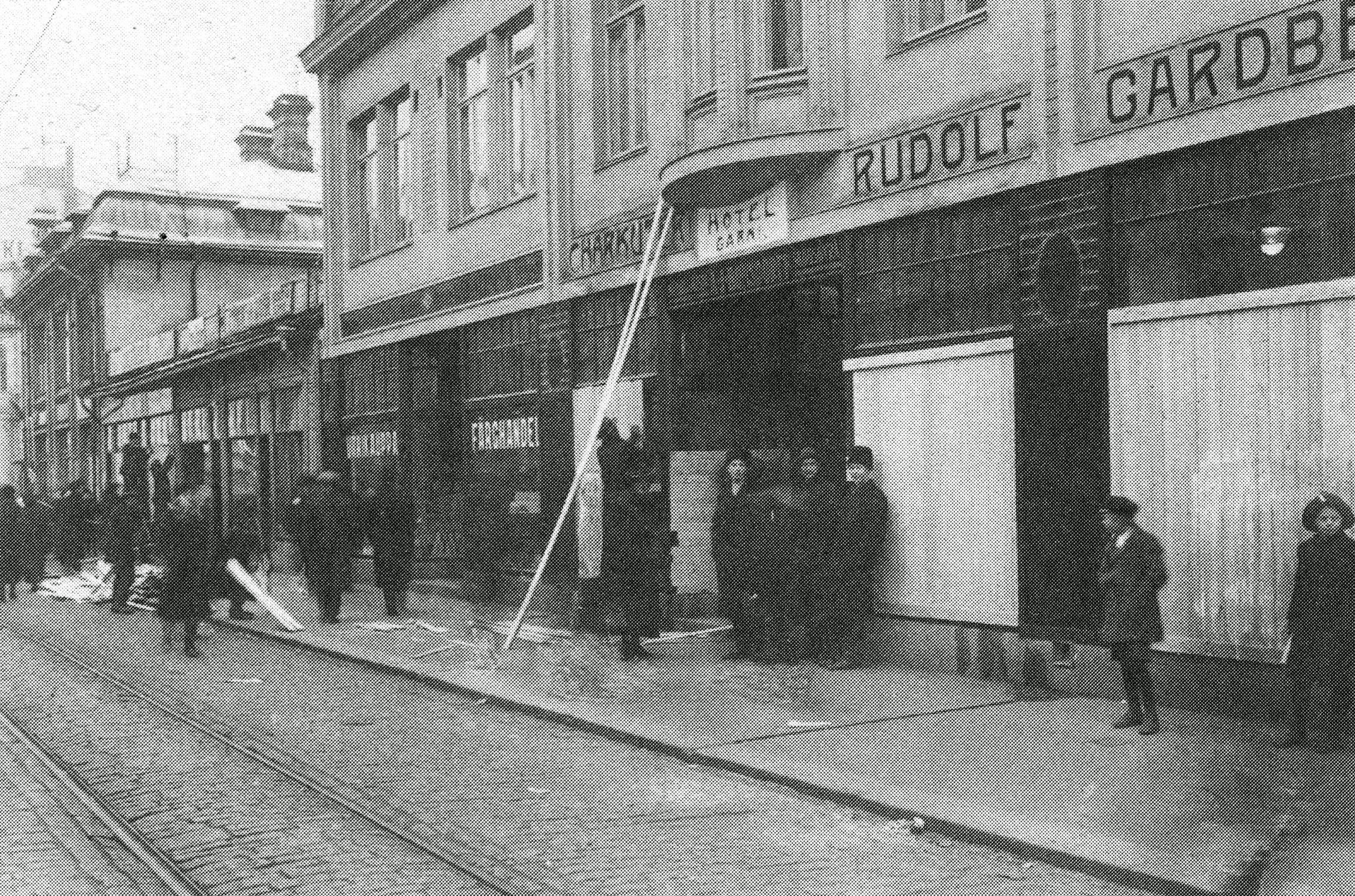
Winkeliers in Sint-Petersburg beschermen hun winkels tijdens de Russische revolutie (1917).

Hendrik legde ook het begin van de eerste Russische Revolutie van 1905 in zijn dagboek vast:

"Er waren in de stad grote ongeregeldheden. Door soldaten zijn veel mensen doodgeschoten. Veel winkels zijn geplunderd, maar Java heeft gelukkig geen schade."

Toen zijn gezondheid achteruitging, verliet Hendrik uiteindelijk Sint-Petersburg en keerde terug naar zijn familie in Vriezenveen. In zijn correspondentie gaf Hendrik aan last te hebben van zijn ogen en handen waardoor zijn handschrift steeds moeilijker leesbaar werd. Het bedrijf werd overgenomen door Bernardus Kruys. 
Na de revolutie van 1917 verslechterde de situatie in Sint-Petersburg. Toen de bolsjewieken aan de macht kwamen, werden bedrijven genationaliseerd, wat uiteindelijk het einde betekende van de Nederlands-Russische gemeenschap.

## Overlijden
Hendrik overleed op 24 mei 1907 in Vriezenveen (Oosteinde 59), op 55-jarige leeftijd.